# Benjamin Nusch
Pour les articles homonymes, voir Nusch.
Benjamin Nusch est un joueur international allemand de rink hockey né le 24 juin 1991. 

## Palmarès
En 2016, il participe au championnat d'Europe.